# Чембар (река)
Чембар, в верхнем течении Большой Чембар — река в России, протекает по территории Каменского и Белинского районов Пензенской области. Устье реки находится в 392 км по левому берегу реки Вороны.
Длина реки Чембар до слияния с Юньгой — 78 км, с верховьями Большого Чембара — 110 км, площадь водосборного бассейна — 2010 км². Берёт своё начало на Керенско-Чембарской возвышенности.

## Описание
В 1990 году в 16 км от устья, недалеко от посёлка Городок, на реке установлены водоподпорные сооружения, предназначенные для поддержания уровня воды в реке.
Река имеет извилистое русло, течёт, меандрируя, по равнинной местности. Имеет невысокие крутые берега. Ширина в верхнем течении — 3-5 м, в среднем течении — до 10 метров, до плотины в посёлке Городок — 25-40 м, ниже плотины значительно сужается и до устья ширина русла практически нигде не превышает 10 м. Средняя глубина реки — 1,0-1,5 м, река сильно обмелела, русло зарастает растительностью.
Тип питания реки — смешанный, с преобладанием снегового. Весеннее половодье с первой декады апреля по середину мая, высота подъёма воды — 3-5 м, в отдельные годы — до 6-7 м. Ледостав продолжается со второй половины ноября до конца марта — начала апреля.
Вода в реке загрязнена, непригодна для питья и хозяйственного использования. Основные источники загрязнения — коммунальные и производственные предприятия. В реке водится плотва, окунь, карась, щука, язь и другие виды рыб.

## Притоки
Основные притоки (расстояние от устья):
- 26 км: река Большая Мача
- 27 км: река Малый Чембар
- 71 км: река Шмаруха
- 78 км: река Юньга
- выше 78 км: река Лёвка

## Этимология
В документах конца XVI века имела название Чингар.
В основе, возможно, лежит финно-угорский термин ар, ор, ур (ложе, русло, реки). Название связано с булгарско-буртасским прошлым области. У потомков волжских булгар, чувашей ещё в начале XVIII века существовали языческие имена Чинабар, Янбарис, Пичанбар, Тинбар.

## Данные водного реестра
По данным государственного водного реестра России относится к Донскому бассейновому округу, водохозяйственный участок реки — Ворона, речной подбассейн реки — Хопёр. Речной бассейн реки — Дон (российская часть бассейна).
Код объекта в государственном водном реестре — 05010200212107000006250.